# Sphenomorphus annectens
Sphenomorphus annectens är en ödleart som beskrevs av  George Albert Boulenger 1897. Sphenomorphus annectens ingår i släktet Sphenomorphus och familjen skinkar. Inga underarter finns listade i Catalogue of Life.